# Witiko I. von Neuhaus
Witiko I. von Neuhaus (auch Witiko I. von Hradec; tschechisch Vítek I. z Hradce; lateinisch Vitek de Gradec; * vor 1223; † nach 1259) stand in Diensten der böhmischen Přemysliden und war 1247–1249 Burggraf von Olmütz.

## Leben
Witiko entstammte dem witigonischen Familienzweig der Herren von Neuhaus. Sein Vater war Heinrich I. von Neuhaus, seine Mutter ist nicht namentlich bekannt. Nach dem Tod des Vaters erbte er zusammen mit seinem Bruder Sezema (belegt 1233–1238) die väterlichen Besitzungen. In Urkunden nannte sich Witiko zunächst „Witiko, Sohn des Heinrich“. 1232 zeichnete er als „Vitko de Gredis“, 1242 „de Gradec“ und 1240 schließlich „de Hradec“. Überliefert sind auch die Prädikate „de Novo castro“ und „de Nova domo“.
Erstmals belegt ist Witiko für das Jahr 1223, als er zusammen mit seinem Vater eine Urkunde des Prager Bischofs Andreas von Guttenstein bezeugte, mit der dieser das Kloster Vilémov beschenkte. 1234 gehörte er zum Gefolge des Markgrafen und Königssohns Přemysl, dessen Vertrauen er gewinnen konnte. Für ihn trat er anlässlich von Beurkundungen 1234 in Prag und Znaim, 1235 und 1241 in Brünn und 1241 in Křivoklát als Zeuge auf. Für Přemysls Bruder König Wenzel I. bezeugte er Urkunden 1242 und 1244 in Křivoklát und 1243 in Prag. Vermutlich für seine Verdienste in der Bekämpfung der Mongolen in Mähren 1241 wurde er 1247 von König Wenzel zum Burggrafen von Olmütz ernannt. Trotzdem stand er im selben Jahr in der Rebellion von Wenzels Sohn Ottokar II. Přemysl zusammen mit weiteren böhmischen Adeligen auf der Seite Ottokars. Nachdem sich Ottokar nicht durchsetzen konnte, versöhnte sich Witiko mit König Wenzel. 1251 begleitete er ihn über Netolice nach Linz, von wo aus Wenzel Oberösterreich erobern wollte. Nachfolgend gehörte Witiko zu Wenzels Günstlingen und soll bei dessen Tod 22. September 1253 in Počaply zusammen mit dem Guardian der Minoriten anwesend gewesen sein.
1254 nahm er als „Wittico von Neuhaus“ im Auftrag Ottokars II. an den Friedensverhandlungen mit dem ungarischen König Béla IV. in Budín teil, die am 3. April d. J. erfolgreich beendet werden konnten. 1254/55 begleitete er Ottokar II. auf dessen Zug gegen die heidnischen Pruzzen, mit dem der Deutsche Orden unterstützt werden sollte und bei dem Ottokar II. die Stadt Königsberg gegründet haben soll.
Witiko residierte auf der Burg Hradec in Hradec, für das erst ab 1410 das von seinem Vater Heinrich/Jindřich abgeleitete tschechische Ortsnamen-Attribut „Jindřichův“ benutzt wurde. Nach 1237 erweiterte er die den Rittern des Deutschen Ordens von seinem Vater gewährten Privilegien und übergab ihnen weiteres Eigentum.

## Familie
Witiko I. von Neuhaus und seine Frau, die namentlich nicht bekannt ist, hinterließen vier Kinder:
- Ludmila, verheiratet mit Markwart von Hrádek (Markvart z Hrádku)
- Heinrich/Jindřich; belegt 1247–1254
- Ulrich I. von Neuhaus; belegt 1254–1282, verheiratet mit Maria von Hardegg
- Theoderich von Neuhaus († 1302), Bischof von Olmütz